# Paul de Wailly
Paul Louis Auguste Warnier de Wailly (* 16. Mai 1854 in Amiens; † 18. Juni 1933 in Paris) war ein französischer Komponist.

## Leben
Paul de Wailly wuchs im Schloss Bagatelle in Abbeville auf. Seinen Vater, ein Marineoffizier, verlor er bereits als Siebenjähriger. Im Alter von 17 Jahren begann er zu komponieren und wurde Schüler von César Franck. 1900 heiratete er Marthe de Maricourt (die 1918 verstarb). Im Schloss Bagatelle veranstaltete de Wailly zu Beginn des 20. Jahrhunderts regelmäßige Konzerte. Während des Ersten Weltkriegs übernahm er die Verwaltung des Krankenhauses von Abbeville.
Paul de Wailly schuf Orchesterwerke (darunter mehrere Sinfonien), Kammermusik (darunter ein Klavierquintett f-Moll op. 15 von 1895), Orgelwerke und Vokalkompositionen. 1924 wurde das Drame lyrique L’Apôtre im Théâtre des Champs-Élysées aufgeführt. Die Mehrzahl seiner Kompositionen entstand jedoch bis 1900. Sie stehen in der spätromantischen Tradition César Francks. Zeitgenössischen Strömungen zu Beginn des 20. Jahrhunderts, etwa der Musik Ravels oder Strawinskys, stand er ablehnend gegenüber.